# Rocco & Bass-T
Rocco & Bass-T (auch: Rocco vs. Bass-T) waren ein deutsches DJ- und Musikproduzenten-Duo, bestehend aus Rocco (Sven Gruhnwald) und Bass-T (Sebastian Göckede). Veröffentlichungen erfolgten von 2000 bis zu Göckedes Tod im Jahr 2013. Das Duo war auch unter den Künstlernamen Canarias, SveN-R-G vs. Bass-T, Punk Freakz, C.R.E.A.M. (auch: Cream) und G&G sowie unter diversen anderen Pseudonymen bekannt.

## Karriere
Gruhnwald und Göckede lernten sich Ende der 1990er kennen und bauten zusammen ein Produktionsstudio auf. Im Jahr 2000 wechselten beide gleichzeitig zu Aqualoop Records, dem Musiklabel von Pulsedriver. Ab diesem Zeitpunkt veröffentlichten sie gemeinsame Lieder und Remixe, führten aber gleichzeitig ihre Solokarrieren weiter. Nachdem Gruhnwald in den Jahren 2002 und 2003 solo erfolgreich war, erreichte Mitte 2003 zum ersten Mal eine gemeinsame Single, The Sign, die deutschen Verkaufscharts. Danach ließ der gemeinsame kommerzielle Erfolg zunächst nach, es wurden aber regelmäßig neue Lieder veröffentlicht. Seit 2002 wurden exklusiv für die Future Trance-Kompilation Lieder unter dem Pseudonym Punk Freakz produziert. Der Musikstil bewegte sich dabei größtenteils im Bereich des Harddance und Hands up. Für beide Musikrichtungen waren die Arbeiten des Duos zeitweise stilprägend.
Nach dem 2006 erschienenen gemeinsamen Album N-R-G & Bass legte Gruhnwald das Pseudonym SveN-R-G ab und produzierte anschließend nur noch unter dem bekannteren Namen Rocco, sodass aus SveN-R-G vs. Bass-T nun Rocco vs. Bass-T wurde. Für das von Göckede mitbetriebene Projekt Future Trance United produzierte Gruhnwald 2008 ein Cover des 1988er Kim-Wilde-Songs You Came mit, welcher sich nach mehr als fünf Jahren wieder in den deutschen Singlecharts platzieren konnte. Ebenfalls im Jahr 2008 beschlossen beide, dem Trend in Richtung House-Musik Rechnung zu tragen und produzierten unter dem Pseudonym G&G House- und Electro-Singles. 2011 erreichte die Single Beautiful Day dieses Projekts, im Original von U2, die Ö3 Austria Top 40.
Nach Göckedes Tod im Juli 2013 erschien posthum noch die gemeinsame Veröffentlichung Computer Love des Projektes G&G, welches ab dann von Gruhnwald solo fortgeführt wurde. Das Projekt Art of Punk wurde von einer unbekannten Person übernommen. Alle anderen gemeinsamen Projekte wurden eingestellt.

## Hardbass-Kompilation
Im Jahr 2003 rief das Duo die Kompilationsserie Hardbass ins Leben, welche fortan zweimal jährlich erschien. Dabei wurde die erste CD von ihnen gemixt, während für die zweite CD ein oder mehrere namhafte DJs verpflichtet wurden. Bis 2012 erfolgte der DJ-Mix unter Bass-T vs. Rocco, 2012 wurde dafür das Projekt Art of Punk gegründet. Der Stil umfasste in den Anfangsjahren vor allem Harddance und Hands up sowie vereinzelt Hardstyle, seit 2007 bestand die zweite CD fast vollständig aus Hardstyle-Stücken, während die Stile der ersten CD variierten. Nach Göckedes Tod wurde die Kompilation noch vier Ausgaben lang weitergeführt und schließlich im Jahr 2016 mit einer The Final Chapter-Ausgabe eingestellt.

## Diskografie

### Alben
als SveN-R-G vs. Bass-T
- 2006: N-R-G & Bass (Aqualoop Records)

als Rocco vs. Bass-T bzw. Rocco & Bass-T
- 2008: Best of (Aqualoop Records)
- 2009: The Ultimate Collection (EQ Music)

### EPs
als Punk Freakz
- 2009: Welcome to Planet Punk E.P.

### Singles
als Canarias
- 2000: Easy (Just Move Some)
- 2000: Sunseeker (Get Up and Party)
- 2001: Comin' Up Strong / Viva Canarias
- 2003: Endless Summer

als SveN-R-G vs. Bass-T
- 2000: Midnight
- 2003: The Sign
- 2004: Lost in Spain (feat. Free)
- 2005: On a Party Trip (pres. DJ Uto)
- 2005: Never Talkin' / Drift Away!
- 2006: Kinetic Dimension (Hands on Gary D.)
- 2006: Gonna Get Ya

als Punk Freakz
- 2002: Pump this Party
- 2003: Keep You're Head Straight!
- 2004: Emergency
- 2006: Springbreak Fever
- 2007: Arag Attack
- 2007: Upfront
- 2008: F.A.N.T.A.S.Y.
- 2008: Heartbeat
- 2008: The Rebel
- 2009: Be Free
- 2009: Keep on Pushin’
- 2009: To the Brain
- 2010: The Beat is Rockin’

als Rocco vs. Bass-T bzw. Rocco & Bass-T
- 2007: Alright / June
- 2007: Tell Me When / House Time
- 2008: I Can't Take It
- 2009: Break It Up
- 2009: Our Generation (Future Trance Anthem)
- 2010: Never Talk Again
- 2010: Players In a Frame
- 2010: Give Me Your Sign (feat. Juve)
- 2011: Holy Ground (vs. Redtzer)
- 2012: Superhero
- 2012: ASAP (vs. Basslovers United)
- 2012: My Heart Beats for the Night
- 2013: Stop the World (vs. Basslovers United)

als C.R.E.A.M bzw. Cream
- 2007: Why? (feat. Dana)
- 2008: You Came (FTU pres. Cream)

als G&G
- 2008: My My My (Comin' Apart) (feat. Gary Wright)
- 2009: Personal Jesus
- 2009: One Vision
- 2010: We Just Criticize
- 2011: Beautiful Day
- 2011: Endless
- 2012: All Falls Down (feat. Jonny Rose & Chris Reeder)
- 2012: In My Mind (vs. D-Jastic)
- 2012: My My My (Comin' Apart) 2k12 (feat. Gary Wright & Baby Brown)
- 2013: Icey Queen (vs. Davis Redfield)
- 2013: Use Somebody
- 2013: Prestige (vs. Davis Redfield)
- 2013: Paper Cuts (vs. Dave Darell feat. Robin Bengtsson)
- 2013: Computer Love (vs. Gerald G!)

Weitere Veröffentlichungen
- 2001: Spring (als Timelapse)
- 2001: Winter (als Timelapse)
- 2001: Can You Feel the Rhythm / Like a Booka (als Da Booka)
- 2001: X-T-Cee / Punch'em All (als Planet Punk)
- 2003: Da 2 Taker (als Drag & Drop)
- 2003: Bang The Boy / Pure Pressure (als Planet Punk)
- 2004: Troja.wav / Keep Your Head (als Planet Punk)
- 2008: I Don't Want to Miss a Thing (als Millennium 54)
- 2008: W.A.R. (als Art of Punk)
- 2011: We Are One (The Official Easter Rave Anthem 2011) (als Art of Punk vs. Illuminatorz)
- 2012: All Falls Down (als Art of Punk vs. Illuminatorz)

### Remixe
- 2 Vibez - I Believe (Rocco vs. Bass-T Remix)
- Anima Ladina vs. DJ MNS - Extasy (Rocco vs. Bass-T Remix)
- Baracuda - Damn! (Remember the Time) (Pulsedriver & Bass T. vs. Rocco Remix)
- Bassraiders - Comin' Loud (SveN-R-G vs. Bass-T Remix)
- Beat Camouflage vs. Sonera - Living on a Passion (Rocco & Bass-T Remix)
- Ben Bedrock - High Again (Rocco vs. Bass-T Bootleg Remix)
- Ben Sander - Love Sees No Colour (Rocco vs. Bass-T Remix)
- Brooklyn Bounce - Bass, Beats & Melody Reloaded! (Rocco & Bass-T Remix)
- Cansis - Turning Point (Rocco & Bass-T Remix)
- Cascada - Everytime We Touch (Rocco vs. Bass-T Remix)
- Central Seven feat. Lyck – If I Were You (Rocco & Bass-T Remix)
- Darius & Finlay feat. Nicco - Rock to the Beat (Rocco & Bass-T Remix)
- Datura vs. MNS – Infinity (Rocco vs. Bass-T Remix)
- Davis Redfield - Sun Drops Down (Rocco vs. Bass-T Remix)
- De-Grees - I Believe (Rocco & Bass-T Remix)
- Die Atzen (Frauenarzt & Manny Marc) - Disco Pogo (Rocco & Bass-T Remix)
- Dirty Impact vs. Royal XTC - Tom's Diner (Rocco & Bass-T Remix)
- Discotronic - Tricky Disco (Rocco vs. Bass-T Remix)
- DJ Dean - Music Is My Life (Rocco vs. Bass-T Remix)
- DJ E-MaxX - Make U Move (Rocco & Bass-T Remix)
- DJ Falk - Mueve (Rocco & Bass-T Remix)
- DJ Frederik - I Have a Dream (Sven-R-G & Bass-T Remix)
- DJ Sven E. vs. Reztax - Let's Go (Rocco vs. Bass-T Remix)
- DJ Zkydriver - Jumping So High (Rocco & Bass-T Remix)
- Flipside - Juliet (Rocco vs. Bass T Remix)
- FTU pres. Cream - You Came (Rocco & Bass-T Mix)
- Future Trance United - Face 2 Face (Rocco vs. Bass-T Remix)
- G&G - One Vision (Rocco vs. Bass-T Bootleg Remix)
- G&G - We Just Critisize (Rocco vs. Bass-T Bootleg Remix)
- G&G feat. Gary Wright - My My My (Comin' Apart) (Rocco vs. Bass-T Bootleg Remix)
- Groove Coverage –  Because I Love You (Rocco vs. Bass-T Jump Mix)
- Hampenberg - Love in Siberia (Rocco vs. Bass-T Remix)
- Hands Up Squad - Alice in Wonderland (Rocco & Bass-T Remix)
- Hard Body Babes - Goin' Crazy (Rocco vs. Bass-T Remix)
- Here & Now - Love Bizarre Triangle (Rocco vs. Bass-T Now or Never Remix)
- Ian Carey feat. Michelle Shellers - Keep on Rising (Rocco vs. Bass-T Bootleg Remix)
- Interactive – Dildo 2008 (Rocco & Bass-T Remix)
- Javi Mula - Come On (Rocco & Bass-T Remix)
- Jeckyll & Hyde - Frozen Flame (Rocco & Bass-T Remix)
- Jens O. vs. Ti-Mo - The Power of Love (Rocco & Bass-T Remix)
- Kid Kawaii vs. Legend B - Lost in Love 2010 (Rocco & Bass-T Remix)
- Kimera - Apologize (Rocco & Bass-T Remix)
- Kindervater feat. Nadja - Everytime You Need Me (Rocco vs. Bass-T Remix)
- Klubbingman - Never Stop This Feeling (Rocco vs. Bass-T Remix)
- Lacuna - Celebrate the Summer (Rocco vs. Bass-T Remix)
- Lazard - Living on Video (Rocco vs. Bass-T Remix)
- Lazard - Your Heart Keeps Burning (Rocco vs. Bass-T Shibuya Remix)
- Lowrider - Cool (Rocco vs. Bass-T Remix)
- Marc Korn - The Faces (Rocco & Bass-T Remix)
- Marc Lime & K Bastian feat. Ben Ivory –  The Music (Rocco vs. Bass-T Remix)
- MC Styles - Arise 2005 (Rocco vs. Bass-T Remix)
- Megara vs. DJ Lee - Musical Society (Rocco vs. Bass-T Remix)
- Micha Moor - Space (Rocco & Bass-T's Bootleg Mix)
- Mickmeister - Where Are You Now (Rocco vs. Bass-T Remix)
- Mike Wind & Marc Korn - On My Way (Rocco vs. Bass-T Remix)
- Millennium 54 - I Don't Want to Miss a Thing (Rocco & Bass-T Remix)
- Mista Dif - Jamaica Ska (Rocco vs. Bass-T Jump Mix)
- Morgan - Spread Your Wings (Rocco vs. Bass-T Remix)
- Mr. Mibay –  Rock da House (Rocco vs. Bass-T Remix)
- Niels de Vries - 12 inch (Rocco vs. Bass-T Remix)
- N-Trance - Set You Free 2k9 (Rocco & Bass-T Remix)
- Paffendorf – It’s Not Over (Rocco & Bass-T Remix)
- Paffendorf - Stop That Shit (Rocco vs. Bass-T Remix)
- Palm Springs - DJ Play This Song (Rocco & Bass-T Remix)
- Peter Damir & Charlie Brown - Bomba (Rocco vs. Bass-T Remix)
- ReAnimator feat. Big Daddi & Vanilla Ice - Ice Ice Baby 2008 (Rocco vs. Bass-T Jumpin Electro Remix)
- Red Sakura - Take Me Home Tonight (Rocco & Bass-T Remix)
- Redwing - Rocket (Rocco vs. Bass-T Remix)
- Sady K. - Ich liebe dich (Rocco & Bass-T Remix)
- Salty Fish - In the Air Tonight (Rocco & Bass-T Remix)
- Sam Walkertone - Toxic Kiss (Rocco & Bass-T Remix)
- San Danielle - Dream of You (Rocco vs. Bass-T Remix)
- Savon – Behind the Sun 2010 (Rocco & Bass-T Remix)
- Sidney –  Nobody Move (Rocco vs. Bass-T Remix)
- Silvershine - Sommarplaga (Rocco vs. Bass-T Remix)
- Starzoom - Billie Jean (P.A.T.M.) (Rocco vs. Bass-T Remix)
- Stylerockerz - Tell Me Why I'm Crying Out (Rocco & Bass-T Remix)
- Technoboy - Into Deep (Rocco vs. Bass-T Remix)
- Walt & Feliz - Funk'd (Rocco vs. Bass-T Remix)
- Wasabi - Ready for Take Off (Rocco vs. Bass-T Remix)

## Belege
1. ↑  Chartquellen: DE1 DE2 AT